# مارتن ماكمانوس
مارتن ماكمانوس (بالإنجليزية: Martin McManus)‏ هو سياسي أسترالي، ولد في 16 نوفمبر 1961 في أستراليا. حزبياً، نشط في الحزب الليبرالي الأسترالي. وقد انتخب عضو مجلس النواب تسمانيا من الجمعية عن دائرة Division of Franklin (state) ‏ (19 أكتوبر 2001 – 20 يوليو 2002).